# Emilio Bignami
Emilio Bignami (Milano, 28 luglio 1829 – Dongo, 30 settembre 1910) è stato un patriota, scrittore e ingegnere italiano.

## Biografia
Partecipò alle cinque giornate di Milano e fondò nel 1850 con Carlo Tenca Il Crepuscolo, un settimanale risorgimentale importante nella Milano preunitaria.
Dopo essersi adoperato personalmente, durante le guerre risorgimentali, per la causa italiana, dal 1862 entrò a lavorare nell'ufficio tecnico del comune, dirigendo il reparto acque e giardini, raggiungendo, attorno al 1885, il grado di capo divisione e lavorando durante la sua carriera ad importanti progetti infrastrutturali per l'evacuazione dei rifiuti e delle acque nere nella metropoli lombarda.
Tra i suoi scritti: I canali nella città di Milano. Considerazioni e proposte (1866), La pulizia stradale delle città. Note comunicate al primo Congresso degli ingegneri ed architetti italiani (1875), Le proposte per la fossa interna di Milano (1875), L'igiene delle città (1879), Lo spazzamento della neve nella città di Milano (1880), Il fiume Lambro meridionale. Notizie e studii (1889).
Alpinista e socio del Club Alpino Italiano pubblicò nel 1892 nell'edizioni Hoepli, insieme con Carlo Scolari, la prima parte del volume Dizionario alpino italiano. Nel 1987, nella collezione "Reprint antichi manuali Hoepli" ha visto la luce una ristampa anastatica dell'opera.